# Schitiqara
Schitiqara, auch Jitiqara, (kasachisch Жітіқара; russisch Житикара) ist eine Industriestadt im Gebiet Qostanai, Kasachstan mit etwa 34.000 Einwohnern. Sie liegt nahe der Grenze zu Russland an den Ufern des Flusses Schortandy.

## Geographie
Die Stadt Schitiqara befindet sich im Südwesten der Region Qostanai, 217 Kilometer von der regionalen Hauptstadt Kostanay entfernt, auf dem Turgai-Plateau, westlich des Tobol-Flusses.
Das Gebiet der Stadt erstreckt sich über eine Fläche von 6080 Hektar, die Höhe über dem Meeresspiegel beträgt 271 m.

## Geschichte
Jitiqara wurde 1880 als die Aul Konildi gegründet. Zu dieser Zeit war es Teil des Ujesd Nikolayevsky (später umbenannt in Ujesd Kustanaysky) der Oblast Turgai. 1915 wurde es in Zhitikara (Dzhetygara) umbenannt und erhielt den Status einer Siedlung städtischen Typs.
1920 wurde die Oblast Turgai in das Turgay Gouvernorat umgewandelt und am 9. November 1920 aufgehoben und mit dem Orenburg-Turgay Gouvernorat vereint. Am 1. April 1921 wurde das Gebiet in das neu gegründete Gouvernorat Kustanay überführt. Dzhetyhara war Teil des Rajon Adamovsky und das Verwaltungszentrum der Volost Dzhetygarinskaya.
Am 15. August 1922 wurde der Bezirk aufgehoben und mit dem Bezirk Denisov fusioniert. Am 21. September 1925 wurde das Gouvernorat Kustanay aufgehoben und in den Kustanaysky Ujesd umgewandelt.
Am 17. Januar 1928 wurde der Kustanay Okrug in der Region Aqtöbe gegründet, der auch den Zhetigara Bezirk umfasste. Im Februar 1932 wurden die Okrugs aufgehoben, und die Bezirke wurden direkt den Oblasten unterstellt.
Bis 1936 war Denisovka der administrative Bezirkshauptort des Zhitikara-Bezirks, und anschließend wurde Dzhetygara zum Bezirkszentrum. Am 29. Juli 1936 wurde das Gebiet Qostanai als Teil der Kasachische Sozialistische Sowjetrepublik gegründet, und der Zhitikara Bezirk wurde Teil des Gebiets Qostanai.
1939 erhielt Dzetygara den Status einer Stadt. 1962 wurde es zur Stadt von Oblast-Bedeutung.
1997 wurde die offizielle Schreibweise in Jitiqara geändert, und Jitiqara wurde zur Stadt von Bezirksbedeutung und zum Zentrum des Bezirks Schitiqara.

## Bevölkerung
| Einwohnerentwicklung | Einwohnerentwicklung | Einwohnerentwicklung | Einwohnerentwicklung | Einwohnerentwicklung | Einwohnerentwicklung |
| 1959                 | 1970                 | 1979                 | 1989                 | 1999                 | 2009                 |
| -------------------- | -------------------- | -------------------- | -------------------- | -------------------- | -------------------- |
| 14.672               | 32.169               | 39.422               | 48.204               | 36.359               | 33.587               |

## Wirtschaft
In Schitiqara wird durch das Unternehmen Qostanai Mineralien das Mineral Asbest gefördert.

## Söhne und Töchter der Stadt
- Raschid Nurgalijew (* 1956), Innenminister der Russischen Föderation (2004–2012) und Armeegeneral